# Diploma olímpico
Un diploma olímpico es un certificado en papel que se otorga a los ocho primeros clasificados en las competiciones de los Juegos Olímpicos. Si bien los tres primeros clasificados han recibido medallas desde los Juegos Olímpicos de 1896 y han sido acreedores de diploma desde 1923 (con anterioridad, solo lo recibía el ganador de cada prueba), en 1949 se establecieron los diplomas para los atletas que ocuparon también el cuarto, quinto y sexto lugar, y en 1981 se agregaron aquellos destinados a los que terminaron en séptimo y octavo lugar.
El diploma está inscrito y firmado por autopen con las firmas del presidente del Comité Olímpico Internacional y el jefe del comité organizador de cada Olimpiada. El diseño del diploma, al igual que el diseño de las medallas olímpicas, debe ser aprobado por el COI.
Un deportista que reciba un diploma y sea posteriormente sancionado por infracciones del Código de Ética del COI, el Código Mundial Antidopaje u otros reglamentos, debe devolver el diploma al COI.